# Petrocephalus ansorgii
Petrocephalus ansorgii är en fiskart som beskrevs av Boulenger, 1903. Petrocephalus ansorgii ingår i släktet Petrocephalus och familjen Mormyridae. IUCN kategoriserar arten globalt som livskraftig. Inga underarter finns listade i Catalogue of Life.